# Kata Bethlen
Dans le nom hongrois Bethlen Kata, le nom de famille précède le prénom, mais cet article utilise l’ordre habituel en français Kata Bethlen, où le prénom précède le nom.
Œuvres principales
- Gróf Bethleni Bethlen Kata életének maga által való rövid leírása (« Bref récit de la vie de la comtesse Kata Bethlen de Bethlen par elle-même »)

Kata Bethlen, née le 30 novembre 1700 à Bonyha et morte le 29 juillet 1759 à Fogaras, est une écrivaine hongroise de Transylvanie, une des premières à avoir écrit ses mémoires.

## Biographie
Issue d'une grande famille réformée transylvaine qui compte à la fois des princes comme Gabriel Bethlen, des hommes d'État comme son grand-père le chancelier János Bethlen ou des mémorialistes comme son oncle Miklós Bethlen, Kata Bethlen est d'abord mariée en 1717 à un catholique, le comte László Haller, dont elle a trois enfants. Après sa mort en 1719, elle épouse en 1722 un réformé, le comte József Teleki, qu'elle perd à son tour en 1732. En procès avec la famille Haller à propos de la garde de deux de ses enfants, en ayant perdu beaucoup d'autres, souvent malade, elle prend le nom de Árva Bethlen Kata (« Kata Bethlen l'orpheline »). Passionnée de médecine, de livres, d'éducation, elle laisse une importante bibliothèque qu'elle lègue au collège réformé de Nagyenyed (aujourd'hui Aiud), bibliothèque détruite par un incendie en 1847.

## Œuvre
La plus fameuse œuvre reste ce qu'on nomme aujourd'hui Bethlen Kata Önéletírása (« Autobiographie de Kata Bethlen »), parue après sa mort, en 1862, sous le titre Gróf Bethleni Bethlen Kata életének maga által való rövid leírása (« Bref récit de la vie de la comtesse Kata Bethlen de Bethlen par elle-même »). Dans une suite de courts chapitres, elle conte tous les malheurs que lui ont causé sa ferme foi réformée, à une époque où le Grand-duché de Transylvanie était repris en main par le pouvoir très catholique des Habsbourg. Il s'agit d'un bon exemple de littérature baroque.